# Bohdan Mincer
Bohdan Artur Bernard Mincer (ur. 20 sierpnia 1904 w Warszawie, zm. 8 stycznia 1984 w Londynie) – pułkownik dyplomowany kawalerii Wojska Polskiego, kawaler Orderu Virtuti Militari, historyk wojskowości.

## Życiorys
Uczestnik wojny polsko-radzieckiej 1919–1920. Absolwent Oficerskiej Szkoły Kawalerii w Grudziądzu. 27 lipca 1926 Prezydent RP mianował go podporucznikiem ze starszeństwem z dniem 15 sierpnia 1926 i 4. lokatą w korpusie oficerów kawalerii, a minister spraw wojskowych wcielił do 1 pułku Ułanów Krechowieckich w Augustowie. 15 sierpnia 1928 został awansowany do stopnia porucznika ze starszeństwem z dniem 15 sierpnia 1928 i 4. lokatą w korpusie oficerów kawalerii. Wiosną 1931 roku został przeniesiony do szwadronu zapasowego 1 puł w Białymstoku. W latach 1935–1937 był słuchaczem Wyższej Szkoły Wojennej w Warszawie. Na stopień rotmistrza został awansowany ze starszeństwem z dniem 19 marca 1937 i 46. lokatą w korpusie oficerów kawalerii. W tym samym roku, po ukończeniu kursu i otrzymaniu dyplomu naukowego oficera dyplomowanego, został przydzielony do 10 Brygady Kawalerii w Rzeszowie na stanowisko I oficera sztabu.
W czerwcu 1940 roku, czasie kampanii francuskiej, walczył jako kwatermistrz 10 Brygady Kawalerii Pancernej. W czerwcu 1940 roku został szefem sztabu Obozu Wojsk Polskich Nr 4. W lipcu 1941 roku został przeniesiony do Oddziału III Sztabu Naczelnego Wodza w Londynie. W grudniu 1942 roku został przeniesiony do sztabu 1 Dywizji Pancernej. W 1944 roku był I zastępcą dowódcy 2 pułku pancernego. Od 9 listopada do 4 grudnia 1944 roku pełnił obowiązki dowódcy 10 pułku dragonów.
Autor licznych prac z dziedziny historii umundurowania ogłaszanych na łamach takich pism jak „Bellona”" i „Broń i Barwa”.

## Wybrane publikacje
- Szable używane w Wojsku Polskim w 1918-1939, 1964.

## Ordery i odznaczenia
- Krzyż Srebrny Orderu Wojskowego Virtuti Militari[12] nr 10518[13]
- Krzyż Walecznych po raz pierwszy za kampanię wrześniową 1939 roku[14]
- Krzyż Walecznych po raz drugi na kampanię francuską 1940 roku[15]
- Krzyż Walecznych po raz trzeci za kampanię we Francji, Belgii, Holandii i Niemczech 1944-1945[16]
- „Croix de guerre”[15]